# Władysław Młodzianowski

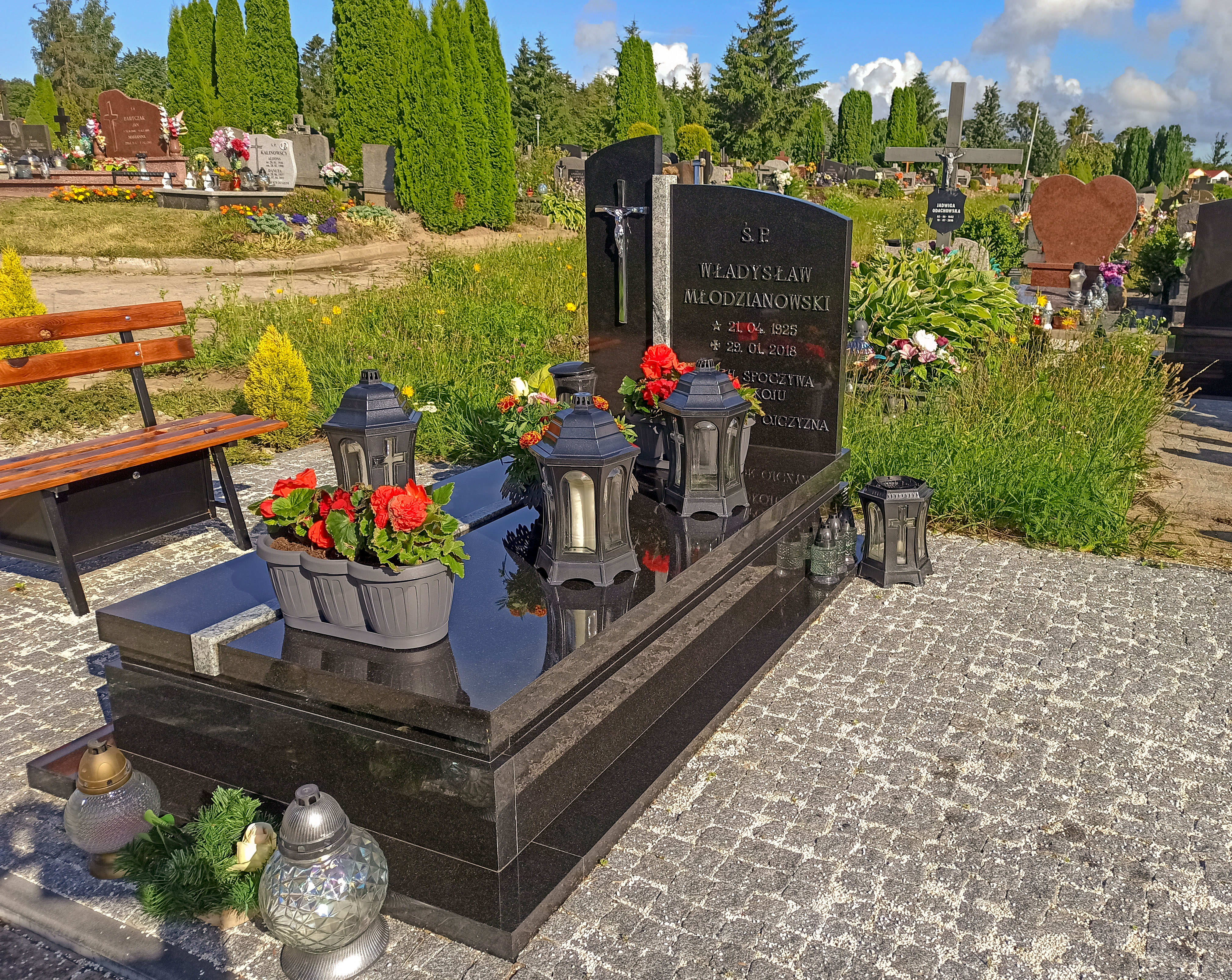
Grób por. Władysława Młodzianowskiego na cmentarzu przy ul. Elbląskiej w Braniewie

Władysław Młodzianowski (ur. 21 kwietnia 1925 w Łapach, zm. 29 stycznia 2018 w Braniewie) – porucznik Wojska Polskiego, uczestnik szlaku bojowego do Berlina, odznaczony Orderem Virtuti Militari.

## Życiorys
Urodził się 21 kwietnia 1925 roku w Łapach w ówczesnym województwie białostockim. Jego rodzicami byli Jan i Czesława Młodzianowscy. W 1928 roku rodzina przeprowadziła się do Siemiatycz. Jego ojciec został rozstrzelany przez funkcjonariuszy NKWD w 1941 r., a rodzina została wysiedlona do Nowosybirska, a następnie rzekami Ob i Parabiel w głąb tajgi. Władysław Młodzianowski został skierowany do pracy przy wyrębie drzew. W 1943 roku zgłosił do Wojska Polskiego w Sielcach nad Oką. Ukończył szkołę podoficerską i przebył szlak bojowy do Berlina.
W 1947 roku osiedlił się w Braniewie i mieszkał tam do końca życia. Podjął pracę w Miejskim Zakładzie Budynków, w którym kierował grupą remontowo-budowlaną. Brał udział w odbudowie Braniewa i okolic. Przeprowadzał m.in. remonty oraz odbudowy takich obiektów jak: Dom Kultury przy ul. Przemysłowej, przedwojenny basen miejski przy ul. Olsztyńskiej, katedra we Fromborku, kościół św. Trójcy przy ul. Kościuszki w Braniewie, kaplica klasztorna „Regina Coeli” klasztoru Zgromadzenia Sióstr św. Katarzyny w Braniewie, kościół św. Krzyża, dworzec kolejowy, kamienice w Braniewie.
26 grudnia 1951 roku poślubił Janinę, z domu Założyńską. Mieli dwójkę dzieci.
Był członkiem Zarządu Związku Kombatantów RP i Byłych Więźniów Politycznych.

## Odznaczenia
Odznaczony został m.in.:
- Orderem Virtuti Militari
- dwukrotnie Krzyżem Walecznych
- Srebrnym i Brązowym Medalem „Zasłużonym na Polu Chwały”
- Medalem za Warszawę 1939–1945
- Medalem za Odrę, Nysę, Bałtyk
- Medalem za Ofiarność i Odwagę.